# Пшиборув (Сілезьке воєводство)
Пшиборув (пол. Przyborów) — село в Польщі, у гміні Єлесня Живецького повіту Сілезького воєводства.
Населення — 1789 осіб (2011).
У 1975-1998 роках село належало до Бельського воєводства.

## Демографія
Демографічна структура станом на 31 березня 2011 року:
|          | Загалом | Допрацездатний вік | Працездатний вік | Постпрацездатний вік |
| -------- | ------- | ------------------ | ---------------- | -------------------- |
| Чоловіки | 908     | 202                | 610              | 96                   |
| Жінки    | 881     | 183                | 496              | 202                  |
| Разом    | 1789    | 385                | 1106             | 298                  |